# An Accursed Race
"An Accursed Race" es un cuento escrito por Elizabeth Gaskell. Publicado en 1855. Describe los tratos crueles de los que eran víctimas los grupos minoritarios que habitaban en los valles de los Pirineos entre España y Francia, los llamados agotes (cagots, en francés).
Ha sido traducido a numerosos idiomas.

## Sinopsis
En los Valles de los Pirineos, y cerca de Bordeaux, a lo largo del lado oeste de Francia, existió la denominada Raza Maldita. Formalmente conocidos como Agotes, esta raza minoritaria sufría de extrema discriminación y maltrato. Excluidos de casi todos los sectores de la sociedad, los Agotes luchaban constantemente por igualdad, siempre en vano. De origen desconocido, la raza maldita era más bien considerada como raza animal que como humana.
Inicia con una comparación entre Inglaterra y el continente europeo, en el que radicaban los agotes, señalando que aunque en Inglaterra han sido prejuiciosos con diversos grupos, no fueron tan crueles con estos como lo fueron en Francia y España, explicando la vida que las generaciones agotes debieron sobrellevar durante siglos.
El resto de la población no agote se consideraba una raza pura, la cual no hacía un esfuerzo por incluirlos en ningún aspecto de la comunidad. Al contrario, impusieron a los agotes una serie de restricciones a través de leyes municipales dirigidas específicamente a ellos, sirviendo como recordatorio de su inferioridad.
Por ejemplo, no podían tener tierras ni portar armas. Únicamente podían poseer un cierto número de animales de ganado dependiendo de qué animal se tratara. Eran segregados, por ello no tenían autorización de entrar a los pueblos antes del amanecer y no podían quedarse después de la puesta de sol; tampoco tenían permitido comprar o vender comida dentro de los pueblos, y no gozaban de libre tránsito. Inclusive dentro de los pueblos debían usar un pedazo de tela color rojo frente a su vestimenta, o una pata de un pato o un ganso en el hombro izquierdo para distinguirlos; si eran descubiertos sin sus instintivos, eran multados y les quitaban su ropa.
No podían tocar a los habitantes del pueblo ni tomar agua que no proviniera de la fuente de sus pueblos aislados. Si las mujeres agotes necesitaban realizar compras dentro del pueblo debían hacerlas únicamente los lunes para que la raza pura evitara encontrarse con la raza maldita. No podían tener ningún cargo público ni mucho menos participar en aspectos de opinión pública, pues el Estado y la Iglesia tampoco los toleraban; incluso aunque eran muy católicos. Por otro lado, estaba prohibido cualquier matrimonio entre un agote y alguien de raza pura, eliminando cualquier posibilidad de que alguna vez se mezclaran con el resto de la población.
Eran continuamente discriminados, sin embargo, en su apariencia no había nada desagradable ni distinto del resto de las personas. Se rumoraba que eran leprosos, pero no había ningún rastro de dicha enfermedad en ellos, incluso fueron examinados por doctores en varias ocasiones, y estos concluyeron que no había razón alguna para que fueran excluidos.
Los agotes se avergonzaban de su origen debido a los tratos diferenciadores. Se caracterizaban por ser gente muy pobre que tenían como profesión la carpintería, soladura o el labrado de piedra. Cuando un agote moría debía ser enterrado por separado, en la parte norte del cementerio. No tenían muchas propiedades que heredar a sus hijos, y en caso de que así lo fuera, estos perdían el derecho heredar de sus padres fallecidos; no obstante nadie tocaba sus muebles porque decían que eran sucios y estaban contaminados.
Debido a la gran opresión, en ocasiones los agotes se tornaban violentos y se levantaban en contra de sus opresores, pero los castigos a los que se hacían acreedores eran peores. Con el tiempo comenzaron a pedir que pudieran recibir protección de las leyes, pero aun así estas no podían eliminar la costumbre, y los prejuicios hacia los agotes continuaron creciendo.
Finalmente, la Revolución Francesa fue algo positivo para ellos, pues muchos trataron de hacer que se superaran los prejuicios en contra de los agotes. Descubriendo el rechazo sin sentido ni causa del que fueron víctimas y por el que fueron perseguidos durante siglos, al ser considerados una raza maldita.